# فرانسيسكا كيروش
فرانسيسكا كيروش (بالبرتغالية: Francisca Queiroz‏) هي عارضة وممثلة برازيلية، ولدت في 4 سبتمبر 1979 في كامبيناس في البرازيل.

## وصلات خارجية
- فرانسيسكا كيروش على موقع IMDb (الإنجليزية)
- فرانسيسكا كيروش على موقع قاعدة بيانات الفيلم (الإنجليزية)
- فرانسيسكا كيروش على موقع كينوبويسك (الروسية)